# Hugo Duminil-Copin
Hugo Duminil-Copin (26 de agosto de 1985) es un matemático francés, especializado en teoría de la probabilidad. Fue galardonado con la Medalla Fields en 2022.

## Biografía
Hugo Duminil-Copin estudió en el Lycée Louis-le-Grand de París, en la Universidad Paris-Sud y en la École normale supérieure (París). En 2008, se trasladó a la Universidad de Ginebra para hacer su tesis doctoral con Stanislav Smirnov. En 2013, después de su posdoctorado, fue nombrado profesor asistente y luego profesor en la Universidad de Ginebra. En 2016, se convirtió en profesor permanente en el Institut des Hautes Études Scientifiques. Desde 2019 es miembro de la Academia Europæa.
Duminil-Copin recibió la Medalla Fields en 2022 por "resolver problemas clásicos en la teoría probabilística de transiciones de fase en física estadística, especialmente en las dimensiones tres y cuatro".

## Premios
- 2022: Medalla Fields[6][7][8]
- 2018: Ponente invitado (sesión Probabilidad y sesión Física Matemática) en el Congreso Internacional de Matemáticos de Río de Janeiro[9]
- 2017: Premio Loève 2017[10]
- 2017: Premio Jacques Herbrand 2017[11]
- 2017: Premio Nuevos Horizontes de Matemáticas 2017[12]
- 2016: Premio de la Sociedad Matemática Europea[13]
- 2015: Premio a la carrera temprana de la Asociación Internacional de Física Matemática[14]
- 2015: Conferencia Peccot en el Collège de France[15]
- 2013: Premio Oberwolfach 2013[16]
- 2012: Premio Rollo Davidson (con  Vincent Beffara)[8]

- 2012: Premio Prix Vacheron-Constantin[17]

## Publicaciones Seleccionadas
- Duminil-Copin, Hugo (2016). Graphical representations of lattice spin models : cours Peccot, Collège de France : janvier-février 2015. ISBN 978-2-36693-022-1. OCLC 987302673.
- Duminil-Copin, Hugo; Smirnov, Stanislav (1 de mayo de 2012). «The connective constant of the honeycomb lattice equals {\displaystyle {\sqrt {2+{\sqrt {2}}}}}». Annals of Mathematics 175 (3): 1653-1665. ISSN 0003-486X. arXiv:1007.0575. doi:10.4007/annals.2012.175.3.14.
- Beffara, Vincent; Duminil-Copin, Hugo (18 de marzo de 2011). «The self-dual point of the two-dimensional random-cluster model is critical for {\displaystyle q\geq 1}». Probability Theory and Related Fields (Springer Science and Business Media LLC) 153 (3–4): 511-542. ISSN 0178-8051. arXiv:1006.5073. doi:10.1007/s00440-011-0353-8.
- Duminil-Copin, Hugo; Hammond, Alan (13 de octubre de 2013). «Self-Avoiding Walk is Sub-Ballistic». Communications in Mathematical Physics (Springer Science and Business Media LLC) 324 (2): 401-423. ISSN 0010-3616. arXiv:1205.0401. doi:10.1007/s00220-013-1811-1.
- Bauerschmidt, Roland; Duminil-Copin, Hugo; Goodman, Jesse; Slade, Gordon (2012). «Lectures on Self-Avoiding Walks». Arxiv:1206.2092 Math-Ph. arXiv:1206.2092. Consultado el 5 de julio de 2022.

## Otras lecturas
- Chang, Kenneth (5 de julio de 2022). «Fields Medals in Mathematics Won by Four Under Age 40». The New York Times. Consultado el 5 de julio de 2022.
- Celerier, Pierre (5 de julio de 2022). «Duminil-Copin, Fields-winning mathematician with 'aesthetic vision'». Phys.org. Consultado el 5 de julio de 2022.
- «Le Français Hugo Duminil-Copin remporte la médaille Fields, avec trois autres mathématiciens». leparisien.fr (en francés). 5 de julio de 2022. Consultado el 5 de julio de 2022.
- Bischoff, Manon (5 de julio de 2022). «Fields-Medaille: Mathematik-Preis für 24-dimensionale Kugeln». Spektrum der Wissenschaft (en alemán). Consultado el 5 de julio de 2022.